# 河合駅
河合駅（かわいえき）は、茨城県常陸太田市上河合町にある東日本旅客鉄道（JR東日本）水郡線（支線）の駅である。

## 歴史
- 1899年（明治32年）9月7日：太田鉄道の駅として開業[2]。
- 1901年（明治34年）10月21日：太田鉄道が水戸鉄道（2代）に営業譲渡。
- 1927年（昭和2年）12月1日：水戸鉄道が国有化[2]。
- 1960年（昭和35年）2月1日：貨物扱い廃止[2]。
- 1970年（昭和45年）
  - 10月1日：荷物扱い廃止[2][3]。駅員無配置駅となる[4]。
  - 10月20日：個人商店に乗車券発売を委託した簡易委託駅となる[5]。
- 1975年（昭和50年）10月：駅長事務室と休憩室を撤去し、駅舎を改装[6]。
- 1987年（昭和62年）4月1日：国鉄分割民営化により、JR東日本の駅となる[2]。
- 1992年（平成4年）8月1日：簡易委託受託解除。

## 駅構造
単式ホーム1面1線を有する地上駅である。上菅谷駅管理の無人駅で駅舎はなく、屋根付きのベンチが設置されている。

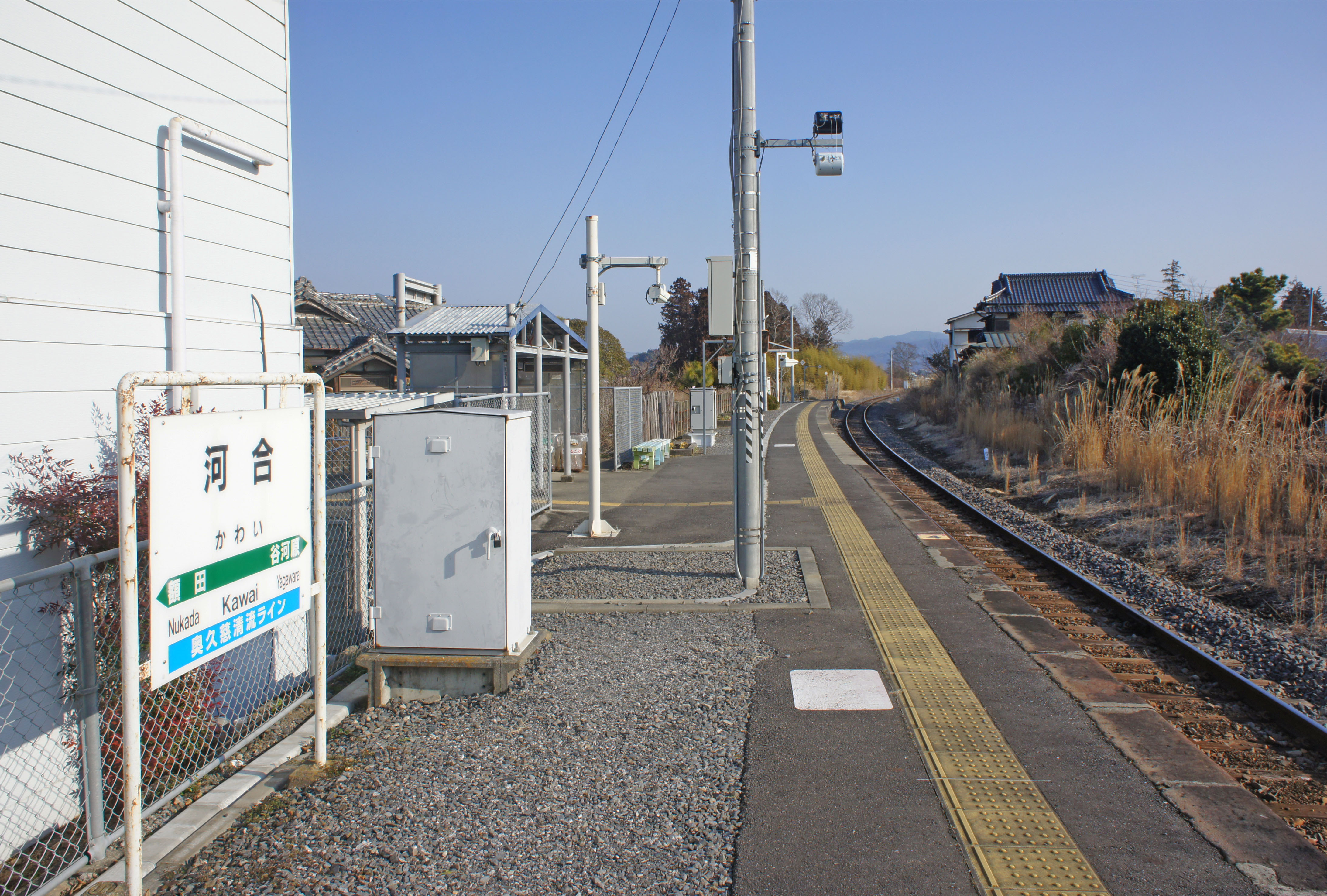
ホーム（2022年2月）
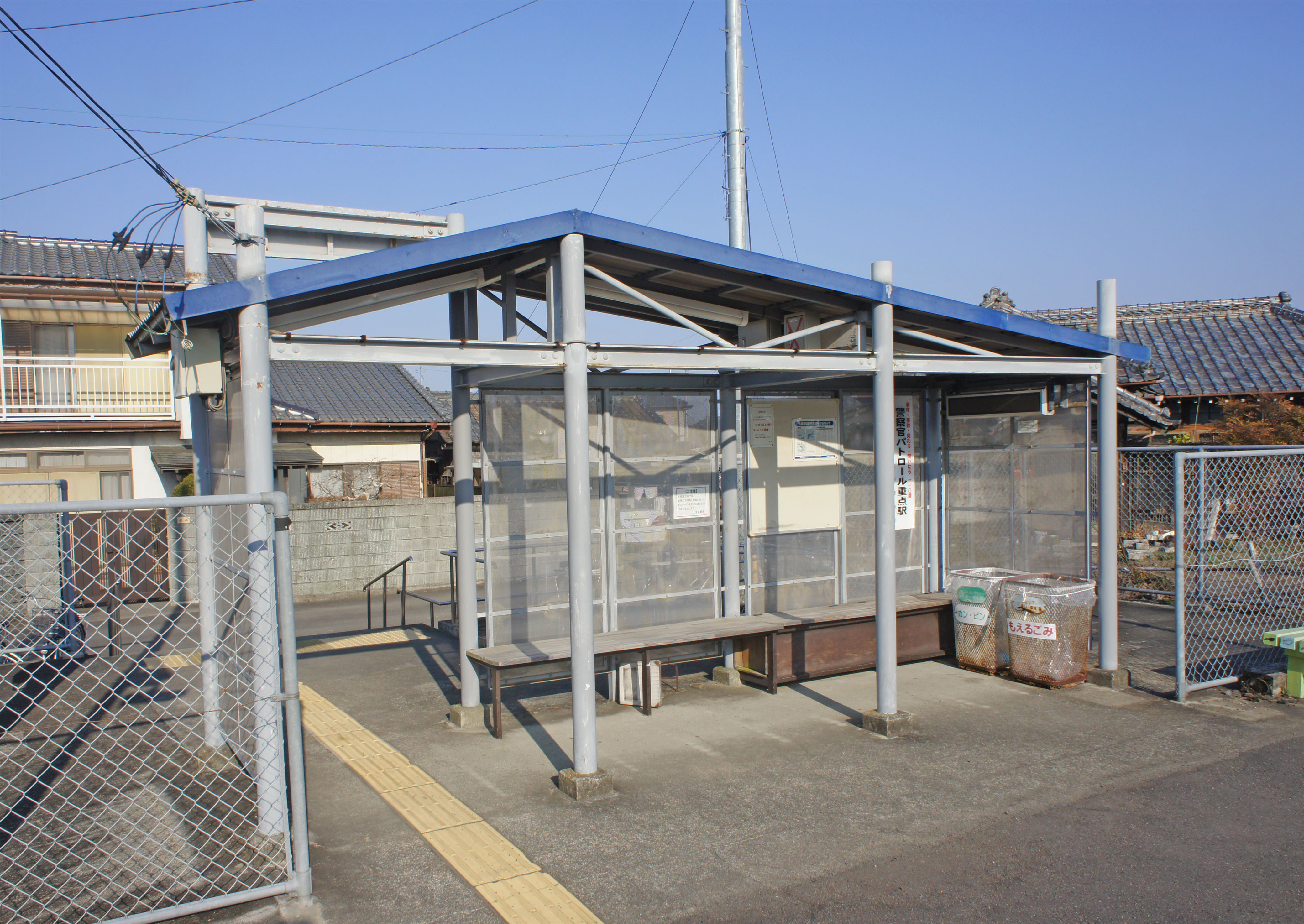
待合室（2022年2月）

## 駅周辺
- 常陸太田市立幸久小学校（2022年3月閉校[7]）
- 枕石寺
- 久慈川
- 国道349号

## 隣の駅
東日本旅客鉄道（JR東日本）
■水郡線（支線）
額田駅 - 河合駅 - 谷河原駅